# Oluf Høst - en maler og hans miljø
Oluf Høst - en maler og hans miljø er en portrætfilm fra 1966 instrueret af Helge Ernst efter eget manuskript.

## Handling
Den bornholmske maler fortæller om sit arbejde, om Bornholm og om sig selv.